# Bagoun
Bagoun ou Gagoun est une commune rurale située dans le département de Tô de la province de Sissili dans la région du Centre-Ouest au Burkina Faso.